# Randé Jenő
Randé Jenő (Rákospalota, 1922. augusztus 28. – 2014.) magyar újságíró, szerkesztő, diplomata.

## Életpályája
Randé Jenő János államvasúti segédtitkár és Nemes Klára fiaként született. Középiskolai tanulmányait 1932 és 1940 között az Újpesti Könyves Kálmán Gimnáziumban végezte. 1940-ben kitüntetéssel tett érettségi vizsgát. 1940 és 1945 között a budapesti Pázmány Péter Tudományegyetem Jogtudományi Karának hallgatója volt. 1946–1957 között a Magyar Rádió munkatársa, 1957–1963 között főmunkatársa volt. 1957–1960 között New York-i, 1960–1963 között pedig londoni tudósítóként dolgozott. 1964–1967 között a Magyar Televízió politikai adásainak főszerkesztője volt. 1968–1970 között, illetve 1974–1978 között a Külügyminisztérium sajtófőnöke volt. 1970–1974 között kairói, 1978–1985 között pedig bécsi nagykövet volt. 1985–1990 között a Magyarok Világszövetsége főtitkára volt. 1990-ben nyugdíjba vonult.

## Művei
- New Yorkból jelentem (1958)
- Szputnyik New York felett (riportok, 1960)
- Találkozás Angliával (riportok, 1963)
- Kire szavaz Nagy-Britannia? (1964)
- A világ végétől a szent öbölig (úti jegyzetek, 1965)
- Fultontól Brüsszelig (tanulmány, 1967)
- Tavasz Szibériában (útinapló, Baróti Gézával, 1968)
- A gépek forradalma (1968)
- Nagy-Britannia és Észak-Írország (1970, 1996)
- Polgárháború Észak-Amerikában 1861-1865 (1976)
- Egyiptom (1979, 1997)
- Ausztria, az ismeretlen ismerős (1990)
- Azok a rádiós évtizedek (Sebestyén Jánossal) (1995)
- Az élet véletlenek sorozata (2003)
- Koktélparti. Amivel koccint a világ; AS-B, Budapest, 2002
- A mikrofon előtt, avagy Adalékok egy kétarcú évtized történetéhez; Axel Springer-Budapest, Budapest, 2009

## Filmjei
- A magyar nyelvről (Kodály Zoltánnal és Lőrincze Lajossal, 1964)

## Díjai, elismerései
- Rózsa Ferenc-díj (1961)